# Szadmot Dewora
Szadmot Dewora (hebr. שדמות דבורה; oficjalna pisownia w ang. Shadmot Dvora) – moszaw położony w Samorządzie Regionu Ha-Galil ha-Tachton, w Dystrykcie Północnym, w Izraelu.

## Położenie
Leży na wschód od Jeziora Tyberiadzkiego w Dolnej Galilei.

## Historia
Moszaw został założony w 1939 przez emigrantów z Niemiec..

## Gospodarka
Gospodarka moszawu opiera się na intensywnym rolnictwie.